# Cabezuela del Valle
Cabezuela del Valle è un comune spagnolo di 2 213 abitanti situato nella comunità autonoma dell'Estremadura.